# Zharick León
Zharick Andrea León Villalba (Cartagena, Colombia; 17 de noviembre de 1976) es una actriz y modelo colombiana, conocida principalmente por su trabajo en telenovelas. Interpretó a la cantante Rosario Montes en la telenovela Pasión de gavilanes y a Bella Cepeda en el melodrama Doña Bella, que le valió premios como el Latin Pride Award en 2010. Y en 2019 debutó en el cine de la mano de la exitosa comedia Los Ajenos Fútbol Club Interpretando a su protagonista Martina Ibáñez.

## Biografía
Se crio con una disciplina casi militar, pues su padre es marino y su novio de infancia José Montes (cuyo padre era militar), actualmente también es marino. Desde pequeña se familiarizó con las armas, los movimientos de defensa personal, las artes marciales y el Kung-fu.
Se inició como modelo en su época de adolescencia. Felipe Eljach la convenció para que concursara en La Chica Águila, en donde obtuvo el primer puesto. A los 17 años dejó Cartagena para trasladarse a Bogotá, combinando el modelaje con los estudios de Comunicación Social y Periodismo en la Universidad Javeriana.
La oportunidad en la televisión se dio cuando hacía parte de una agencia de modelos, y fue escogida para presentar el magazín Non Plus Ultra. Luego le propusieron la interpretación de un personaje en la serie Hombres.
Posteriormente, acudió a una prueba en la que fue solicitada y obtuvo el papel de Carolina en Dos Mujeres. Esa oportunidad fue determinante en su vida, ya que le sirvió de catapulta para futuros melodramas. Su primer protagónico fue A dónde va Soledad en 2000.
En 2003, fue a Miami a realizar una audición para el papel de la provocativa cantante Rosario Montes en la telenovela colombiana Pasión de Gavilanes, resultando elegida sin necesidad de padrinos. Con este personaje alcanzó el reconocimiento internacional y estuvo en giras de conciertos por América Latina y Europa para presentar la banda sonora de la telenovela, a pesar de que ella no es cantante profesional.
En 2004, apareció en la portada de la revista colombiana SoHo y protagonizó la novela Dora, la celadora. En 2005, coprotagonizó El baile de la vida. En abril del mismo año, se presentó en la Plaza de Artes y Oficios del Parque Forestal (Centro Cívico) de Guayaquil, Ecuador, adonde acudieron miles de personas para observarla. Para finales de 2005, viajó otra vez a España, y posó en la portada da la revista masculina Interviú.
Regresó a Miami en 2006, encarnando a Iluminada Urbina, la villana en la nueva versión de la novela La viuda de Blanco, donde compartió créditos con los actores mexicanos Itatí Cantoral y Francisco Gattorno. En 2007, regresa a las tablas colombianas, protagonizó la novela Sobregiro de Amor para el canal Caracol TV. Zharick dio a luz a su hijo Luciano, fruto de su unión con el también actor Martin Karpan, ya que ellos se conocieron durante las grabaciones donde eran ambos antagonistas.
En 2009, protagonizó la telenovela Doña Bella al lado de Fabián Ríos, Marcelo Buquet y Stephanie Cayo. Un año más tarde, actuó en la serie La Pola, interpretando a Catarina Salavarrieta en su etapa adulta.
Contrajo matrimonio con el director de videos comerciales Nicolás Reyes. La ceremonia fue un rito chamánico, en los terrenos del Parque nacional natural Tayrona en la Sierra Nevada de Santa Marta. La celebración duró 15 días y solo invitaron a doce personas. En febrero de 2011, Zharick se separó oficialmente de Nicolás Reyes.
A mediados de octubre de 2010, fue galardonada como actriz del año en los Latin Pride International Awards. La cita fue en la sala Máximo Avilés Blonda, del Palacio de Bellas en Santo Domingo, República Dominicana.
Después es llamada para ser la antagonista principal de la serie de CMO Producciones y Caracol TV, La Promesa cuyo fin era reemplazar a Angie Cepeda. El rodaje se produjo en México, España, Colombia y Panamá. En la producción la cartagenera compartiría créditos con los mexicanos Luis Roberto Guzmán, Aislinn Derbez y el español Manuel Navarro.
En 2013 MundoFox y RCN Televisión lanzaron la telenovela de la franja nocturna Los Graduados, en la cual Zharick compartió Créditos con el actor Jorge Enrique Abello. En la producción, la actriz interpreraría a Jimena, una adolescente con sobrepeso quien fue víctima de bullying y matoneo por parte de sus compañeros de colegio. Posteriormente, después de años en el exterior, la tierna y afligida "gordita" ya convertida en una mujer tenaz y dispuesta a cobrar venganza de todos los que la vulneraron, vuelve, sin embargo esta vez convertida en la hermosa y seductora Patricia, quien deja a su paso un sinfín de historias envueltas en el engaño y la traición, producto en parte, de las secuelas que dejó su difícil adolescencia. 
Al culminar su trabajo en Los Graduados, la artista decide tomar un receso y viaja continuamente con su hijo Luciano. En dicho transcurrir, León decide asistir a un taller de Yoga en el parque Nacional Natural Tayrona, en el departamento de Magdalena, Colombia, en donde conoce al instructor de yoga y empresario mexicano José Rodrigo Bonilla, con quién emprende una nueva relación en la cual Bonilla le pide a León retirarse de los reflectores. Entre 2013 y 2014 la actriz viaja continuamente a México, vendiendo su propiedad de La Calera, Cundinamarca, Colombia y estableciéndose por un tiempo en el país norteamericano. Por aquel tiempo, la colombiana recibe la noticia que será madre por segunda vez y en 2014 da a luz a su segunda hija Levana Bonilla León. Durante el primer año y medio de vida de su hija, la actriz y Bonilla permanecen juntos, a pesar de los continuos viajes del empresario. Antes de que Levana cumpliese un año la actriz se muda de nuevo a Bogotá; sin embargo en abril de 2016 se dan indicios que el mexicano y León rompen su relación por motivos aún no revelados.
El 2017 recibe a León como un nuevo florecer mediático al hacer parte de la producción de Fernando Gaitán La ley del corazón del canal RCN.
Su regreso lo harácon el canal RCN, bajo la dirección de Sergio Cabrera  en la serie biográfica del fallecido periodista colombiano Jaime Garzón  en el papel de tutti quien sería el eterno amor del fallecido periodista colombiano, para este nuevo personaje la actriz tuvo que hacerse un cambio de imagen, estará acompañada por Santiago Alarcón, Katherine Vélez, entre otros actores.
Zharick León será Martina Ibáñez en Los Ajenos Fútbol Club, una película dirigida y producida por Juan Camilo Pinzón, que narra la historia de una mujer y tres hombres muy viejos que se ven envueltos en una absurda historia que los convoca, a pesar de su carácter, a probar lo mejor de sí mismos y a convertirse en la más inesperada de las familias. Una historia que los reconcilia con la vida y les recuerda que aún en medio de las tragedias cotidianas, hay tesoros por descubrir.
Zharick prepara su primer personaje protagónico para cine en la cinta que se filmará a partir de abril de 2018 en Bogotá y Barranquilla sumándose a un reparto conformado por Daniel Lugo, Salvo Basile, Alberto Barrero, Ana María Arango, Valentina Lizcano, Walter Luengas, Nelson Camayo y Luis Tamayo entre otros. Los Ajenos Fútbol Club fue distribuida en varios países de América Latina por Cinecolor Films (Disney/Pixar) y fue estrenada en noviembre en salas colombianas. Está producida por JC Pinzón Film Colombia, con el apoyo de Caracol Cine, la Alcaldía de Barranquilla, Dago García Producciones, Latin WE, Cinecolor Films y ADC Colombia.

## Filmografía

### Televisión
| Año             | Título                                | Personaje                                | Nota                   |
| --------------- | ------------------------------------- | ---------------------------------------- | ---------------------- |
| 1996-1997       | Hombres                               | Catalina "Caty"                          | Invitada               |
| 1997-1998       | Dos mujeres                           | Carolina Urdaneta                        | Reparto                |
| 1998-1999       | Amor en forma                         | Victoria                                 | Protagonista           |
| 1999-2000       | Me llaman Lolita                      | Margarita "Margara"                      | Reparto                |
| 1999-200        | Tabú                                  | Susana (Susy)                            | Reparto                |
| 2000-2001       | Adónde va Soledad                     | Soledad Rivas                            | Protagonista           |
| 2003            | No renuncies Salomé                   | Laura                                    | Antagonista Principal  |
| 2003-2024, 2022 | Pasión de gavilanes                   | Rosario Montes                           | Co-Antagonista         |
| 2004-2005       | Dora, la celadora                     | Dora Lara "La Celadora"                  | Protagonista           |
| 2005-2006       | El baile de la vida                   | Lina Forero                              | Protagonista           |
| 2006-2007       | La viuda de Blanco                    | Iluminada Urbina                         | Antagonista Principal  |
| 2007            | Sobregiro de amor                     | Liliana Herrera                          | Protagonista           |
| 2010-2011       | La Pola                               | Catarina Salavarrieta                    | Coprotagonista         |
| 2011            | Doña Bella                            | Bella de Santa Lucía Cepeda "Doña Bella" | Protagonista           |
| 2012            | La ruta Blanca                        | Zara Mendoza                             | Coprotagonista         |
| 2013            | La promesa                            | Luz Miriam / Alias Indira                | Antagonista Principal  |
| 2013-2014       | Los graduados                         | Patricia Delgado/ Jimena Rocha           | Protagonista           |
| 2016-2017       | La ley del corazón                    | Marcela Gutiérrez                        | Participación Especial |
| 2018            | Garzón vive                           | Yolanda Meneses "Tuto"                   | Protagonista           |
| 2019            | Decisiones: Unos ganan, otros pierden | Margarita                                | Protagonista           |
| 2020            | Operación Pacifico                    | Fabiola                                  | Participación Especial |
| 2020            | Vidas posibles                        | Juana Hernández                          | Coprotagonista         |
| 2023            | Romina poderosa                       | Virginia Vélez                           | Antagonista Principal  |
| 2024-2025       | Betty, la fea: la historia continúa   | María José "Majo" Arriaga                | Antagonista            |

### Cine
| Año  | Título                 | Personaje          |
| ---- | ---------------------- | ------------------ |
| 2009 | Alborada Carmesí       | Natalia Bustamante |
| 2019 | Los Ajenos Fútbol Club | Martina Ibáñez     |

### Teatro
- Valentino
- No Te Vayas Charly

## Premios y nominaciones

### Premios India Catalina
| Año  | Categoría                                     | Telenovela o Serie  | Resultado |
| ---- | --------------------------------------------- | ------------------- | --------- |
| 2012 | Mejor actriz protagónica de telenovela        | Doña Bella          | Nominada  |
| 2005 | Mejor actriz protagónica de telenovela        | Dora, la celadora   | Ganadora  |
| 2004 | Mejor actriz de reparto de telenovela o serie | Pasión de gavilanes | Ganadora  |

### Premios TvyNovelas
| Año  | Categoría                             | Telenovela o Serie | Resultado |
| ---- | ------------------------------------- | ------------------ | --------- |
| 2014 | Mejor actriz antagónica de telenovela | Los Graduados      | Nominada  |
| 2012 | Mejor Actriz Protagónica de Novela    | Doña Bella         | Nominada  |
| 1998 | Mejor Actriz revelación               | Dos mujeres        | Nominada  |

### Otros premios obtenidos
- Dos de oro en Venezuela a la actriz internacional del año por, Pasión de gavilanes
- Orquídea usa a la actriz protagónica del año por, Dora, la celadora
- Latin Pride International Awards a la Actriz del año por Doña Bella.
- Zharick recibirá el premio de Actriz del Año en los Latin Pride International Awards[5]
- Los Angeles Films Awards (febrero de 2020): Mejor actriz de reparto.[6]

## Publicidad
- Cuadernos Norma
- Azaleia
- Bon Ice - Yogoso
- Head & Shoulders
- Nayelhy
- SJ Studio
- Revista Cromos
- Kendo
- Jugos Postobón
- Café Sello Rojo
- Cerveza Águila

## Pasarela
- Kelinda
- Elipse
- Leonisa
- Agua Manantial
- Kotex
- Los Coches